# Franco Bemporad
Franco Bemporad (Firenze, 8 maggio 1926 – Marciano della Chiana, 17 agosto 1989) è stato un pittore e sceneggiatore italiano.

## Biografia
Franco Bemporad nasce a Firenze l’8 maggio del 1926, dove studia medicina e psicanalisi. Si trasferisce a Roma nel 1952 dove vive fino al 1956. Dal ’52 si dedica alla pittura  e alla cinematografia.
Nel 1957 partecipa alla realizzazione del film di Francesco Maselli, La donna del giorno, di cui elabora la sceneggiatura con Cesare Zavattini e altri autori.
Si trasferisce a Milano dove, in aprile, allestisce la prima personale – Segno e catrame – alla Galleria Montenapoleone diretta da Serena Perfetti. La mostra è presentata da interventi scritti di Lucio Fontana e dello stesso Bemporad. Nel mese di settembre sottoscrive il Manifesto Contro lo Stile assieme a Baj, Bertini, Dangelo, Yves Klein, Piero Manzoni e numerosi altri artisti. Nel mese di ottobre partecipa alla collettiva Arte Nucleare presso la Galleria San Fedele (Milano). Espongono, tra gli altri, Baj, Bertini, Dangelo, Asger Jorn, Yves Klein, Piero Manzoni e i fratelli Pomodoro.
Nel 1958 allestisce a Parigi, alla Galleria Iris Clert, la mostra personale intitolata Peinture noir, dove prosegue la ricerca pittorica incentrata su materiali extra artistici come nel caso dei catrami. Verso la fine dell’anno inizia un nuovo ciclo pittorico basato sul metodo della ripetizione del segno che struttura lo spazio della tela. Allestisce poi la mostra personale a Milano presso la Galleria del Milione. L’esposizione è introdotta dai testi di Franco Russoli e di Michel Tapié.
Nel 1961 entra a far parte del gruppo «Continuità» che nell’arco dell’anno allestisce numerose mostre in Italia e all’estero. Il raggruppamento artistico è formato da Bemporad, Piero Dorazio, Lucio Fontana, Gastone Novelli, Achille Perilli, Arnaldo Pomodoro, Giò Pomodoro, Tancredi, Turcato. In occasione della mostra di maggio presso la Galleria del Grattacielo (Milano), Giulio Carlo Argan, autore del testo in catalogo, precisa che gli artisti non seguono una direzione comune. La loro unione è motivata dall’esigenza di rafforzare le rispettive posizioni artistiche.
Nel mese di marzo del 1962 allestisce la mostra personale presso la Galleria Toninelli Arte Moderna di Milano. Nel catalogo è riportato un testo dell’Artista. Tre mesi dopo partecipa all’ultima mostra collettiva organizzata sotto l’egida di «Continuità» presso la Galleria Levi di Milano, diretta da Beniamino Levi e Franco Passoni. Il testo in catalogo è di Guido Ballo. Partecipa alla realizzazione del film di Francesco Maselli, The doll that took the town, di cui elabora la sceneggiatura con Cesare Zavattini e altri autori.
Nel 1966 partecipa alla XXXIII Biennale di Venezia. Nel 1971 allestisce la personale Typewritings e Tele neutre presso il Salone Annunciata diretto da Carlo Grossetti.
Nel 1973 Bemporad dà inizio a un nuovo ciclo pittorico basato sulle sequenze puntiniste. Nel 1974 allestisce una personale al Salone Annunciata di Milano, dove espone la recente produzione pittorica incentrata sul puntinismo. Nel 1978 allestisce la personale a cura di Enzo Rossi-Róiss presso la Galleria Nucleo Arte di Bologna. La mostra presenta la produzione di opere dal 1960 al 1978.
Nel 1980 tiene la personale presso Arte Struktura, centro d’arte contemporanea diretto da Anna Canali. Questo spazio espositivo è attento ai protagonisti del costruttivismo, del concretismo e della cinevisualità. Il catalogo riporta un testo di Carlo Belloli che percorre le principali fasi creative dell’artista con un linguaggio ricercato ed essenziale, sia nei contenuti che nelle formule espressive.
Franco Bemporad muore in Toscana, a Marciano della Chiana, il 17 agosto del 1989. Nel mese di dicembre la Galleria del Naviglio dedica una mostra personale all’artista.